# لاله واژگون یوژونجنسیس
 لاله واژگون یوژونجنسیس(نام علمی: Fritillaria yuzhongensis) نام یک گونه از سرده لاله واژگون است.